# Martin Waser
Martin Waser (* 14. März 1954 in Winterthur) ist ein Schweizer Politiker (SP). Von 2002 bis 2014 war er Mitglied des Zürcher Stadtrats. Anschliessend an seine Stadtratstätigkeit war er 2014 bis 2021 Präsident des Spitalrats des Universitätsspitals Zürich.

## Biografie
Martin Waser verbrachte die Kindheit und die Schulzeit in Winterthur. Er besuchte das dortige Wirtschaftsgymnasium. Er zog 1974 in die Stadt Zürich nach Seebach. In den Jahren 1974 bis 1987 zog er innerhalb der Stadt Zürich zuerst nach Oerlikon und dann nach Schwamendingen und schliesslich 1987 nach Affoltern, wo er heute noch wohnt. Zwischen 1974 und 1995 betätigte er sich als Reallehrer. Danach war er selbständig erwerbend und arbeitete in Projekten für Stadtentwicklung, wie auch für Bildung und Soziales. Er war Co-Leiter im Projekt "Teilautonome Volksschulen" und Ausbildner in einigen Non-Profit-Organisationen. Vor seiner Wahl in der Stadtrat war Waser stellvertretender Chef des kantonalen Volksschulamtes. Er ist verheiratet und Vater von zwei erwachsenen Söhnen.

## Politische Tätigkeit
Waser war ab dem 16. Lebensjahr in linken politischen Organisationen tätig. 1991 wurde er Mitglied der sozialdemokratischen Partei (SP). 2002 wurde er in die Exekutive der Stadt Zürich gewählt und ab 2008 war er Vorsteher des Sozialdepartements. Für die Wahlen 2014 stand er nicht mehr zur Verfügung.
Im September 2013 machte Waser von sich reden, weil er aus seinem privaten Vermögen die Garantie für den Fehlbetrag von 120'000 Franken zur Realisierung des Kunstprojekts der Aufstellung eines Hafenkrans an der Limmat übernahm.
Waser war 2014 bis 2021 Präsident des Spitalrats des Universitätsspitals Zürich. Im November 2020 gab er seinen Rücktritt per Ende Juni 2021 bekannt.
Für die Amtsperiode 2018–2021 ist er Präsident des Verwaltungsrats der Asyl-Organisation Zürich (AOZ).

## ERZ-Affäre
Im Rahmen der Planung eines neuen Logistikzentrums gelangte ein Whistleblower an den Gemeinde- und Stadtrat mit dem Vorwurf über Unregelmässigkeiten in der Grössenordung von 15 Millionen Schweizer Franken bei der Dienstabteilung Entsorgung + Recycling Zürich (ERZ). Diese betrafen unter anderem schwarze Kassen, eine Anlage für Wildvögel, eine Badelandschaft aus einem umfunktionierten Klärbecken und einem Oldtimer-Museum. Martin Waser führte das Tiefbau- und Entsorgungsdepartement von 2002 bis 2008 als verantwortlicher Amtsvorsteher. Gemäss der PUK trägt Waser eine gewichtige Mitverantwortung zur Überfinanzierung der ERZ in dieser Periode. Er habe einen "besonderen Instinkt für das politisch machbare" aber vernachlässigte rechtliche Aspekte. Weiter führt die PUK aus "... verfügte er über einen kongenialen Partner, der in der Lage war, initiative Projekte mit politischer Resonanz marketinggerecht zu verknüpfen. Das nutzte sowohl der Dienstabteilung ERZ als auch Martin Waser."